# Rhayner
Pour l’article ayant un titre homophone, voir Reiner.
Rhayner Santos Nascimento, plus communément appelé Rhayner, est un footballeur brésilien né le 5 septembre 1990 à Serra. Il évolue au poste de milieu offensif ou attaquant.

## Biographie
Rhayner joue neuf matchs en Copa Libertadores (un but), et deux matchs en Copa Sudamericana.
Il dispute plus de 100 matchs en Serie A brésilienne.
Avec l'équipe japonaise du Kawasaki Frontale, il joue sept matchs en Ligue des champions d'Asie, inscrivant deux buts.

## Palmarès
- Vainqueur du Campeonato Baiano en 2014 avec l'EC Bahia